# 包河区
包河区（ほうが-く）は、中華人民共和国安徽省合肥市に位置する市轄区。

## 行政区画
- 街道:駱崗街道、常青街道、蕪湖路街道、包公街道、望湖街道、義城街道、煙墩街道、万年埠街道、同安街道
- 社区:浜湖世紀社区、方興社区
- 鎮:淝河鎮、大圩鎮